# Matilde Ladrón de Guevara
Matilde Ladrón de Guevara (Santiago, 18 de agosto de 1910-ibíd., 22 de agosto de 2009) fue una poetisa, escritora y feminista chilena, perteneciente al grupo de literatas de la generación del 50 en las que también están Marta Jara, Elisa Serrana, Elena Aldunate y Mercedes Valdivieso.

## Biografía
Nació en Santiago el 18 de agosto de 1910 en una acomodada familia. Estudió en el Liceo Antonia Salas Errázuriz de Santiago. Sus estudios universitarios los realizó en las universidades Católica de Chile y de Chile, en su país natal, y en La Sorbona, en Francia. En 1925 participó en un concurso de belleza, donde obtuvo el primer lugar, siendo coronada «Miss Chile». Contrajo matrimonio con Marcial Arredondo Lillo en 1932. También mantuvo una relación con el pianista alemán Walter Gieseking, relación que abordó en su novela Mi patria fue su música (1953).
Tras vivir unos años en Rapallo, Italia, regresó a Chile, donde comenzó a participar en política, siendo una de las fundadoras del Partido Femenino de Chile, creado en 1946. Entre la década de 1940 y 1950 fue corresponsal de varias revistas y diarios, tanto chilenos como internacionales, entre ellos, Ecran (para la que entrevistó a Ingrid Bergman en Hollywood), Zig-Zag, La Tercera de la Hora, La Nación de Buenos Aires, El Mercurio y Marcha de Montevideo. En 1948 inició su carrera literaria con Amarras de luz.
En los años 1960 vivió un corto tiempo en Cuba, donde entabló amistad con Fidel Castro y el Che Guevara, lo que la inspiró para escribir Ché (1969) y Cubanía y Ché (1998). Aunque simpatizó con la experiencia, pudo conocer las cárceles del régimen y el ambiente de represión, que dejó plasmado en Adiós al cañaveral (1962). Posteriormente apoyó al gobierno de la Unidad Popular en Chile, dirigido por el presidente Salvador Allende, y que terminó con un golpe de Estado en 1973. Tras publicar su novela La ciénaga (1975), debe exiliarse en Argentina, donde escribió Destierro (1983), e Y va a caer (1985). Volvió a Chile en 1979, año en que fallece su marido Marcial.
En 1990 su hija Sybila fue condenada a 14 años de cárcel en Lima, Perú, por estar vinculada al grupo terrorista Sendero Luminoso, y luego de que se le aumentó la pena en 1995, fue liberada en 2002. A su hija le había dedicado Sybila en Canto Grande (1988) y Por ella, Sybila viuda de José María Arguedas (1995).
Falleció el 22 de agosto de 2009 a causa de unos tumores que se le habían detectado poco antes de su muerte, en el Hospital Militar, a los 99 años.

## Honores
Ladrón de Guevara fue candidata al Premio Nacional de Literatura en 2006.
En 2009, recibió el Premio a la Trayectoria de la Sociedad de Escritores Latinoamericanos y Europeos.

## Obras

### Poesía
- Amarras de luz (1948)
- Pórtio de Iberia (1950)
- Desnuda (1960)
- Ché (1900)
- Testamento (1973)
- Antología poética desnuda (1989)
- Cubanía y Ché (1998)
- Antología poética (In)completa de Matilde Ladrón de Guevara (2005)
- 100 años no es nada (2010, póstumo)

### Novela
- Mi patria fue su música (1953)
- Celda 13 (junto a Juan Sánchez Guerrero, 1960)
- Madre soltera (1966)
- Muchachos de siempre (1969)
- En Isla de Pascua los moai están de pie (1971)
- La ciénaga (1975)

### Cuentos
- La última esclava (1979)
- Te amo Rapa Nui y diez cuentos (1981)

### Ensayos y crónicas
- Gabriela Mistral, rebelde magnífica (1957)
- Adiós al Cañaveral (1962)

### Diarios y testimonios
- Destierro (1983)
- Y va a caer (1985)
- Sybila en Canto Grande (1988)
- Pacto sublime (junto a Gabriel Egaña, 1995)
- Por ella, Sybila viuda de José María Arguedas (1995)
- Leona de invierno (Desmemorias) (1998)